# J. F. Martel
Jean-François Martel (Ottawa, Canadá) es un escritor y galardonado cineasta que trabaja en la industria canadiense de cine y televisión.

## Obra
Además de haber realizado varios cortometrajes, ha investigado, escrito y/o dirigido una serie de programas documentales sobre temas relacionados con la cultura y las artes para los principales radiodifusores francófonos, incluyendo La Portée des mots (segunda temporada), una serie documental en doce partes que explora el poder transformador de la canción con algunos de los grandes compositores franco-canadienses.
Martel es colaborador de la revista web Reality Sandwich. Su ensayo sobre Stanley Kubrick fue incluido en la primera antología de la revista, Toward 2012: Perspectives on the Next Age (2008). Su obra también apareció en Pluto: New Horizons for a Lost Horizon (2015).
Es conocido por su ensayo Reclaiming Art in the Age of Artifice: A Treatise, Critique, and Call to Action (2015; traducido en español como Vindicación del arte en la era del artificio).